# 24 d'Aquari
24 d'Aquari (24 Aquarii) és una estrella de la Constel·lació d'Aquari de magnitud aparent 6,66. És una estrella gegant blanc-groga; posseeix una magnitud absoluta de 3,45 i la seva velocitat radial negativa indica que l'estrella s'apropa al sistema solar. 24 d'Aquari és un sistema múltiple format per 3 components. La component principal A és una estrella de magnitud 6,63. La component B és de magnitud 7,8. La component C és de magnitud 10,9, separada per 37,6 segons d'arc d'A i amb un angle de posició de 160 graus.

## Observació
Es tracta d'una estrella situada a l'hemisferi celeste boreal, molt a prop de l'equador celeste; el que comporta que pugui ser observada des de totes les regions habitades de la Terra, exceptuant el cercle polar àrtic. A l'hemisferi sud sembla circumpolar només en les àrees més internes de l'Antàrtida, sent de magnitud 6,6 i no observable a ull nu, tot i que si que ho és amb binoculars petits amb cel fosc. El millor període per a la seva observació és entre els mesos d'agost i desembre. El període de visibilitat és pràcticament el mateix en els dos hemisferis degut a la seva posició propera a l'equador celeste.